# Inmigración británica en Estados Unidos
Los británicos en Estados Unidos, también llamados brito-estadounidenses son los estadounidenses cuyo origen ancestral se origina total o parcialmente en el Reino Unido (Inglaterra, Escocia, Gales, Irlanda del Norte, Cornualles, Orcadas y la Isla de Man). Es principalmente una categoría de investigación demográfica o histórica para personas que tienen al menos una descendencia parcial de los pueblos de Gran Bretaña y el Reino Unido moderno, es decir estadounidenses de origen inglés, escocés, galés, escocés-irlandés, orcadiano, maneso y córnico.
Según las estimaciones de la encuesta sobre la comunidad estadounidense de 2020, 1 934 397 personas se identificaron con ascendencia británica, mientras que otras 25 213 619 se identificaron con ascendencia inglesa, 5 298 861 con ascendencia escocesa y 1 851 256 con ascendencia galesa. El total de estos grupos, 34.298.133, era el 10,5% de la población total. Otras 31.518.129 personas identificadas con ascendencia irlandesa, pero esto no se diferencia entre Irlanda del Norte y la República de Irlanda. Las cifras de ascendencia de la Isla de Man y Cornualles no se informan por separado, aunque sobre los manesos se informó antes de 1990, con 9220 en el censo de 1980. Esta cifra tampoco incluye a las personas que informan ascendencia en países con ascendencia británica mayoritaria o plural, como el neozelandés (21.575) o el australiano (105.152). Ha habido una caída significativa en general, especialmente desde el censo de 1980, donde 49,59 millones de personas informaron ascendencia inglesa.
Los demógrafos consideran que las cifras actuales son un recuento muy bajo, ya que una gran proporción de estadounidenses de ascendencia británica tienden a identificarse como "estadounidenses" desde 1980, donde más de 13,3 millones o el 5,9% de la población total de Estados Unidos se identificaron a sí mismos como "estadounidenses", esto se contó como "no especificado". Esta respuesta está muy sobrerrepresentada en el Upland South, una región poblada históricamente por los británicos. Los de ascendencia europea mixta pueden identificarse con un grupo étnico más reciente y diferenciado. De los diez principales apellidos en los Estados Unidos (2010), siete tienen orígenes ingleses o tienen una posible herencia mixta de las islas británicas, los otros tres son de origen hispano.
No deben confundirse los casos en los que el término también se usa en un sentido completamente diferente (aunque posiblemente superpuesto) para referirse a personas que tienen doble ciudadanía tanto del Reino Unido como de los Estados Unidos.

## Sentido del identidad

Reino Unido
Estados Unidos.

Los estadounidenses de ascendencia británica a menudo son vistos e identificados simplemente como "estadounidenses" debido a los muchos lazos históricos, lingüísticos y culturales entre Gran Bretaña y Estados Unidos y su influencia en la población del país. Una destacada especialista, Charlotte Erickson, descubrió que eran étnicamente "invisibles". Esto puede deberse al establecimiento temprano de asentamientos británicos; así como a grupos no ingleses que han emigrado para establecer comunidades significativas.

## Número de brito-estadounidenses
La siguiente tabla muestra los resultados de 1980, cuando el censo de Estados Unidos y la encuesta sobre la comunidad estadounidense de 2010 recopilaron la ascendencia por primera vez. Las tasas de respuesta para la pregunta de ascendencia fueron del 90,4% en 1990 y del 80,1% en 2000 para la población total de EE. UU.

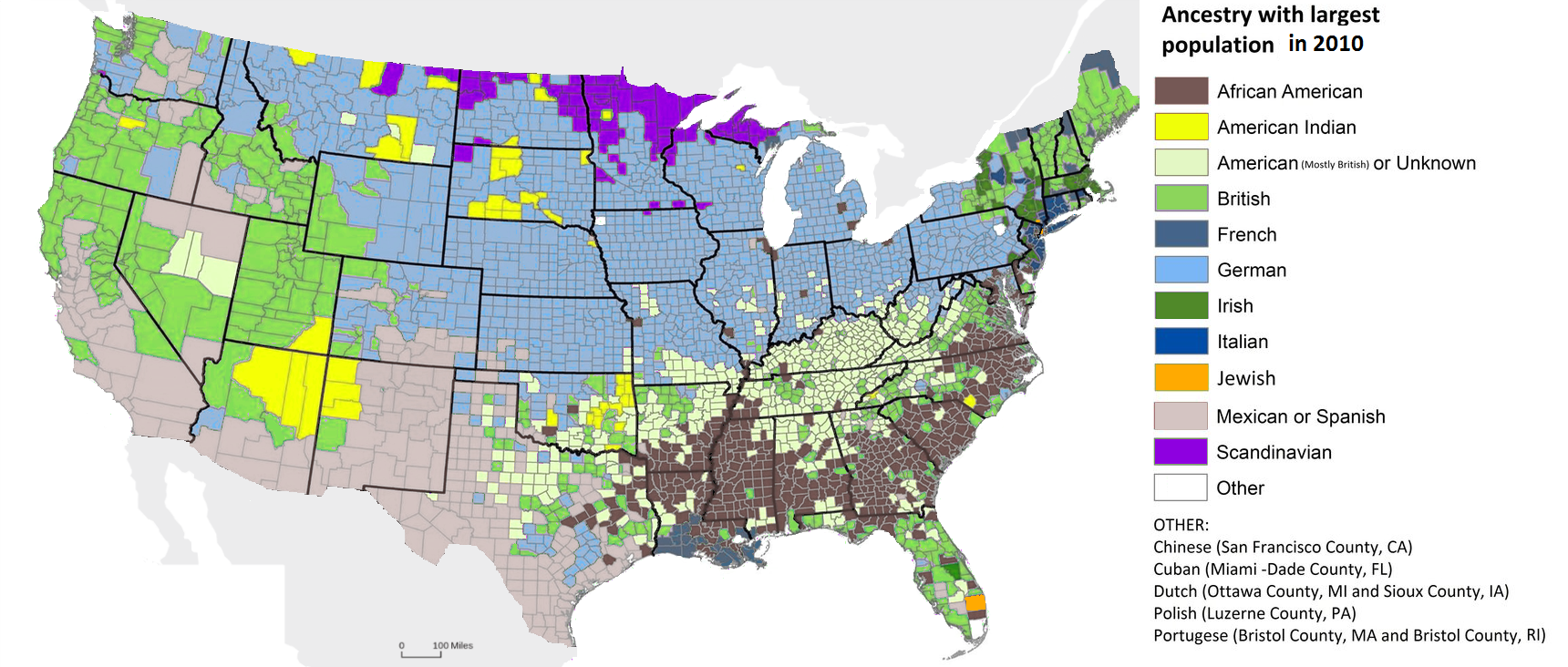
Pluralidad británico-estadounidense en verde claro, (2010)

| Año                                              | Origen ancestral    | Número     | % de la población |
| ------------------------------------------------ | ------------------- | ---------- | ----------------- |
| Total de británicos                              | Total de británicos | 61,327,867 | 31,67%            |
| 1980                                             | inglés              | 49.598.035 | 26,34%            |
| 1980                                             | escocés             | 10,048,816 | 4,44%             |
| 1980                                             | galés               | 1,664,598  | 0,88%             |
| 1980                                             | norirlandés         | 16,418     | 0.01%             |
| Total                                            | Total               | 46.816.175 | 18,8%             |
| 1990                                             | inglés              | 32.651.788 | 13,1%             |
| 1990                                             | escocés             | 5,393,581  | 2,2%              |
| 1990                                             | escocés-irlandés    | 5,617,773  | 2,3%              |
| 1990                                             | galés               | 2,033,893  | 0,8%              |
| 1990                                             | británico           | 1,119,140  | 0,4%              |
| Total                                            | Total               | 36,564,465 | 12,9%             |
| 2000                                             | inglés              | 24.515.138 | 8,7%              |
| 2000                                             | escocés             | 4,890,581  | 1,7%              |
| 2000                                             | escocés-irlandés    | 4,319,232  | 1,5%              |
| 2000                                             | galés               | 1,753,794  | 0,6%              |
| 2000                                             | británico           | 1,085,720  | 0,4%              |
| Total                                            | Total               | 37.619.881 | 14,4%             |
| 2010                                             | inglés              | 25,927,345 | 8,4%              |
| 2010                                             | escocés             | 5,460,679  | 3,1%              |
| 2010                                             | escocés-irlandés    | 3,257,161  | 1,9%              |
| 2010                                             | galés               | 1,793,356  | 0,6%              |
| 2010                                             | británico           | 1,181,340  | 0,4%              |
| Total                                            | Total               | 37,235,289 | 11,4%             |
| 2020                                             | inglés              | 25.213.619 | 7,7%              |
| 2020                                             | escocés             | 5,298,861  | 1,6%              |
| 2020                                             | escocés-irlandés    | 2,937,156  | 0,9%              |
| 2020                                             | galés               | 1,851,256  | 0,6%              |
| 2020                                             | británico           | 1,934,397  | 0,6%              |
| Fuente: Oficina del Censo de los Estados Unidos. |                     |            |                   |

### Composición de la América colonial
Según las estimaciones de Thomas L. Purvis (1984), publicadas en European ancestry of the United States, da la composición étnica de las colonias americanas desde 1700 hasta 1755. Se estimó que la ascendencia británica en 1755 era 52% inglesa y galesa, 7,0% escocesa-irlandesa y 4% escocesa.

### Estudios sobre los orígenes, 1790
La ascendencia de la población de 3.929.214 en 1790 ha sido estimada por varias fuentes al muestrear los apellidos en el primer censo oficial de los Estados Unidos y asignarles un país de origen. Existe un debate sobre la precisión entre los estudios con académicos individuales y el gobierno federal utilizando diferentes técnicas y conclusiones para la composición étnica. Un estudio publicado en 1909 titulado A Century of Population Growth por la oficina del censo estimó que el origen británico combinado era alrededor del 90% de la población blanca.
Otra fuente de Thomas L. Purvis en 1984 estimó que las personas de ascendencia británica constituían alrededor del 62% de la población total o el 74% de la población blanca o europea estadounidense. Alrededor del 81% de la población total de los Estados Unidos era de ascendencia europea. Alrededor de 757.208 eran afrodescendientes y 697.624 eran esclavos.

### 1980
El censo de 1980 fue el primero que preguntó la ascendencia de las personas. El censo de los Estados Unidos de 1980 informó que 61.327.867 personas o el 31,67% de la población total de los EE. UU. se autoidentificaron como descendientes de británicos. En 1980, 16.418 estadounidenses informaron 'Islas del Norte'. No se registró ascendencia escocesa-irlandesa (descendientes de escoceses del Úlster), sin embargo, más de diez millones de personas se identificaron como escocesas. Esta cifra se redujo a poco más de 5 millones cada uno en el siguiente censo cuando se contaron por primera vez los escoceses-irlandeses.

### 1990
Más del 90,4% de la población de los Estados Unidos informó al menos una ascendencia, el 9,6% (23.921.371) individuos como "no declarados" con un total de 11,0% como "no especificados". Las respuestas adicionales fueron Córnicos (3991), Irlandeses del norte (4009) y Maneses (6317).

### 2000
Se dice que la mayoría de la población que declaró su ascendencia como "estadounidense" (20.625.093 o el 7,3%) tiene ascendencia británica colonial antigua.
| Censo de 2000    | Censo de 2000 | Censo de 2000 |
| Ascendencia      | Número        | % del total   |
| ---------------- | ------------- | ------------- |
| Alemán           | 42.885.162    | 15.2          |
| Africano         | 36.419.434    | 12.9          |
| Irlandés         | 30.594.130    | 10.9          |
| Inglés           | 24.515.138    | 8.7           |
| Mexicano         | 20,640,711    | 7.3           |
| Italiano         | 15,723,555    | 5.6           |
| Francés          | 10,846,018    | 3.9           |
| Hispano          | 10,017,244    | 3.6           |
| Polaco           | 8,977,444     | 3.2           |
| Escocés          | 4,890,581     | 1.7           |
| Neerlandés       | 4,542,494     | 1.6           |
| Noruego          | 4,477,725     | 1.6           |
| Escocés-Irlandés | 4,319,232     | 1.5           |
| Estados Unidos   | 281.421.906   | 100           |

### Distribución geográfica
Los siguientes son los 10 porcentajes más altos de personas de ascendencia inglesa, escocesa y galesa, en comunidades de Estados Unidos con 500 o más habitantes en total.

#### Ascendencia inglesa
1. Hildale, Utah - 66,9%
2. Colorado City, Arizona - 52.7%
3. Milbridge, Maine - 41,1 %
4. Panguitch, Utah - 40,0%
5. Beaver, Utah - 39,8%
6. Enterprise, Utah - 39,4%
7. East Machias, Maine - 39,1 %
8. Marriott-Slaterville, Utah - 38,2%
9. Wellsville, Utah - 37,9%
10. Morgan, Utah - 37,2%

#### Ascendencia escocesa
1. Lonaconing, Maryland - 16,1%
2. Jordan, Illinois - 12,6 %
3. Scioto, Ohio - 12,1%
4. Randolph, Indiana - 10,2%
5. Franconia, Nuevo Hampshire - 10,1%
6. Topsham, Vermont - 10,0%
7. Ryegate, Vermont - 9.9%
8. Plainfield, Vermont - 9.8%
9. Saratoga Springs, Utah - 9,7%
10. Barnet, Vermont - 9.5%

#### Ascendencia galesa
1. Malad City, Idaho -  21.1%
2. Remsen, Nueva York - 14,6%
3. Oak Hill, Ohio - 13.6%
4. Madison, Ohio - 12.7%
5. Steuben, Nueva York - 10,9%
6. Franklin, Ohio - 10.5%
7. Plymouth, Pensilvania - 10.3%
8. Jackson, Ohio -10.0%
9. Lake, Pensilvania - 9,9%
10. Radnor, Ohio - 9.8%

### Totales estatales de 2020
A partir de 2020, la distribución de los brito-estadounidenses (autoidentificación combinada de ascendencia inglesa, galesa, escocesa, escocesa-irlandesa y británica) en los 50 estados y el distrito de Columbia se presenta en la siguiente tabla:
| Estado              | Numero     | Porcentaje |
| ------------------- | ---------- | ---------- |
| Alabama             | 593,684    | 12.13%     |
| Alaska              | 95,555     | 12.97%     |
| Arizona             | 880,800    | 12.28%     |
| Arkansas            | 362,319    | 12.03%     |
| California          | 3,194,332  | 8.12%      |
| Colorado            | 891,059    | 15.67%     |
| Connecticut         | 410,316    | 11.49%     |
| Delaware            | 125,678    | 12.99%     |
| Washington D. C.    | 62,960     | 8.97%      |
| Florida             | 2,182,375  | 10.29%     |
| Georgia             | 1,229,670  | 11.69%     |
| Hawái               | 85,508     | 6.02%      |
| Idaho               | 413,867    | 23.59%     |
| Illinois            | 1,039,812  | 8.18%      |
| Indiana             | 827,256    | 12.35%     |
| Iowa                | 363,077    | 11.53%     |
| Kansas              | 424,001    | 14.56%     |
| Kentucky            | 689,667    | 15.46%     |
| Luisiana            | 362,382    | 7.77%      |
| Maine               | 359,023    | 26.78%     |
| Maryland            | 643,269    | 10.65%     |
| Massachusetts       | 886,192    | 12.89%     |
| Míchigan            | 1,259,125  | 12.62%     |
| Minnesota           | 455,104    | 8.13%      |
| Misisipi            | 326,418    | 10.95%     |
| Misuri              | 800,254    | 13.07%     |
| Montana             | 187,084    | 17.62%     |
| Nebraska            | 214,299    | 11.14%     |
| Nevada              | 317,810    | 10.49%     |
| Nuevo Hampshire     | 321,821    | 23.75%     |
| Nueva Jersey        | 606,095    | 6.82%      |
| Nuevo México        | 206,995    | 9.87%      |
| Nueva York          | 1,399,358  | 7.17%      |
| Carolina del Norte  | 1,618,439  | 15.58%     |
| Dakota del Norte    | 50,522     | 6.64%      |
| Ohio                | 1,508,197  | 12.92%     |
| Oklahoma            | 473,455    | 11.99%     |
| Oregón              | 731,409    | 17.51%     |
| Pensilvania         | 1,465,777  | 11.46%     |
| Rhode Island        | 142,889    | 13.51%     |
| Carolina del Sur    | 748,602    | 14.70%     |
| Dakota del Sur      | 77,081     | 8.77%      |
| Tennessee           | 1,004,100  | 14.83%     |
| Texas               | 2,667,892  | 9.32%      |
| Utah                | 1,044,688  | 33.15%     |
| Vermont             | 152,659    | 24.45%     |
| Virginia            | 1,254,899  | 14.75%     |
| Washington          | 1,201,638  | 16.00%     |
| Virginia Occidental | 293,448    | 16.24%     |
| Wisconsin           | 471,045    | 8.11%      |
| Wyoming             | 111,384    | 19.16%     |
| Estados Unidos      | 37,235,289 | 11.40%     |

## Historia

### Visión general
La diáspora británica consiste en la dispersión de los británicos y sus descendientes que emigraron del Reino Unido. La diáspora se concentra en países que tuvieron migración masiva como Estados Unidos y que forman parte del mundo angloparlante . Una publicación de 2006 del Instituto de Investigación de Políticas Públicas estimó que 5,6 millones de personas nacidas en Gran Bretaña vivían fuera del Reino Unido.
Después de la Era de los Descubrimientos, los británicos fueron una de las primeras y más grandes comunidades en emigrar fuera de Europa, y la expansión del Imperio Británico durante la primera mitad del siglo XIX vio una "dispersión extraordinaria del pueblo británico", con concentraciones particulares "en Australasia y América del Norte".
El Imperio Británico fue "construido sobre oleadas de migración al extranjero por parte de británicos", que abandonaron el Reino Unido y "se extendieron por todo el mundo y afectaron permanentemente las estructuras de población en tres continentes". Como resultado de la colonización británica de las Américas, lo que se convirtió en Estados Unidos fue "fácilmente el mayor destino individual de los emigrantes británicos".
Históricamente, en la estimación del censo de los Estados Unidos de 1790 y actualmente en Australia, Canadá y Nueva Zelanda, "las personas de origen británico llegaron a constituir la mayoría de la población", lo que contribuyó a que estos estados se convirtieran en parte integral de la anglosfera. También hay una población significativa de personas con ascendencia británica en Sudáfrica.

### Período colonial
La presencia inglesa en América del Norte comenzó con la colonia de Roanoke y la colonia de Virginia a fines del siglo XVI, pero el primer asentamiento inglés exitoso se estableció en 1607, sobre el río James en Jamestown. En la década de 1610, aproximadamente 1300 ingleses habían viajado a América del Norte, "los primeros de muchos millones de las Islas Británicas". En 1620, los peregrinos establecieron la empresa imperial inglesa de la colonia de Plymouth, comenzando "una notable aceleración de la emigración permanente desde Inglaterra" con más del 60% de los inmigrantes ingleses transatlánticos instalándose en las colonias de Nueva Inglaterra. Durante el siglo XVII, aproximadamente 350.000 inmigrantes ingleses y galeses llegaron a América del Norte, que en el siglo posterior a las Actas de Unión de 1707 fue superado en tasa y número por inmigrantes escoceses e irlandeses.

Declaración de Independencia de John Trumbull. La mayoría de los Padres Fundadores tenían antepasados británicos.

La política británica de abandono saludable de sus colonias de América del Norte pretendía minimizar las restricciones comerciales como una forma de garantizar que se mantuvieran leales a los intereses británicos. Esto permitió el desarrollo del Sueño americano, un espíritu cultural distinto al de sus fundadores europeos. Las Trece Colonias de la América británica iniciaron una rebelión armada contra el dominio británico en 1775 cuando rechazaron el derecho del Parlamento de Gran Bretaña a gobernarlas sin representación; proclamaron su independencia en 1776, y posteriormente constituyeron los primeros trece estados de los Estados Unidos de América, que se convirtió en estado soberano en 1781 con la ratificación de los Artículos de Confederación. El Tratado de París de 1783 representó el reconocimiento formal de Gran Bretaña de la soberanía de los Estados Unidos al final de la Guerra de Independencia.
En las 13 colonias originales, la mayoría de las leyes contenían elementos que se encuentran en el sistema de derecho consuetudinario inglés. 
La gran mayoría de los Padres fundadores de los Estados Unidos eran de ascendencia británica-mixta. La mayoría de estos eran de ascendencia inglesa, con un número menor de ascendencia escocesa, irlandesa o escocesa-irlandesa y galesa. Una minoría era de alto estatus social y puede clasificarse como protestante anglosajón blanco (WASP). Muchos de los miembros de la élite WASP de antes de la guerra eran leales que abandonaron la nueva nación.

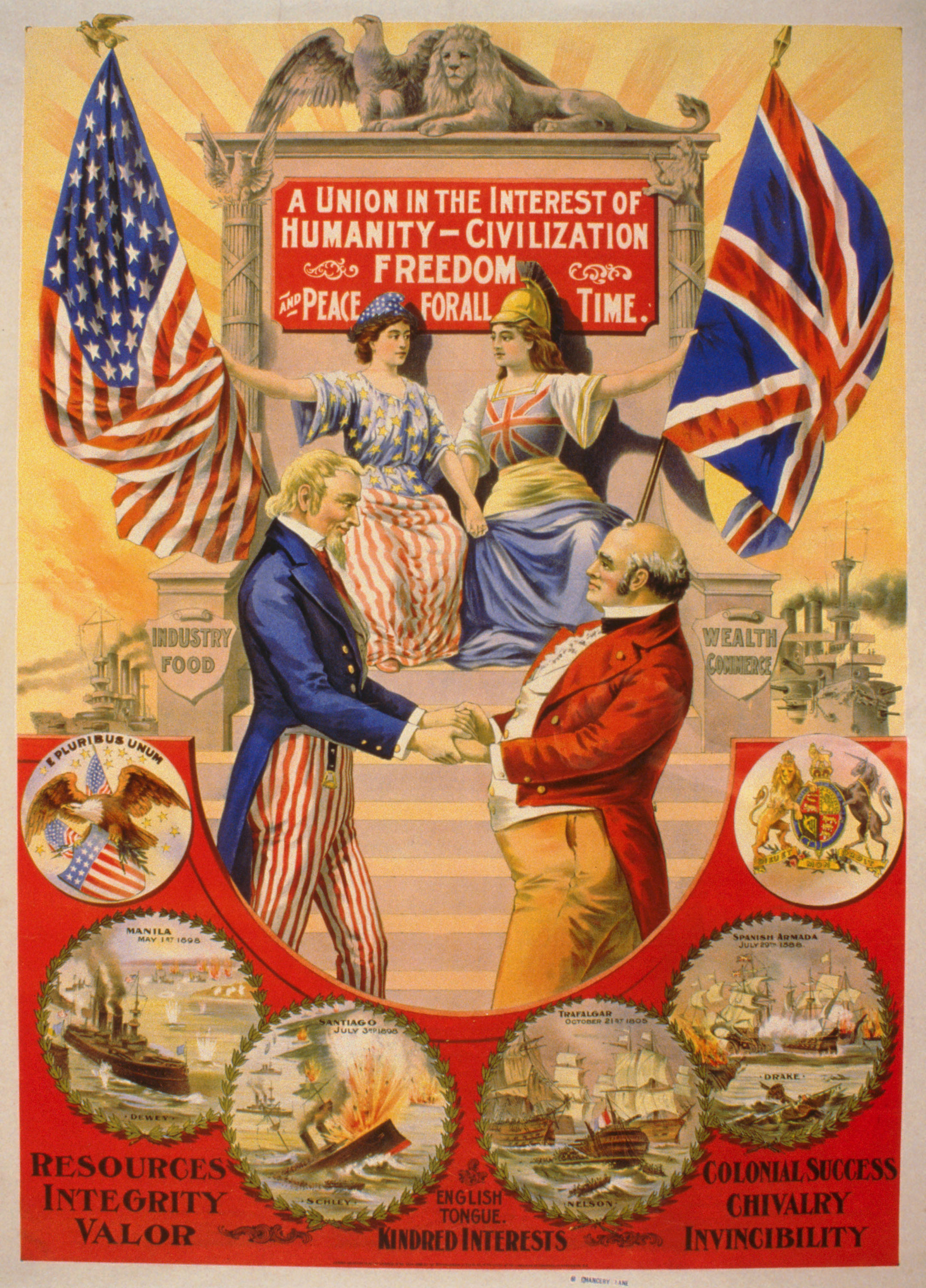
El Tío Sam abrazando a John Bull, mientras Britannia y Columbia se toman de la mano y se sientan juntas en el fondo (1898).

#### Inmigración después de 1776
| Inmigración británica a los Estados Unidos (1820-2000) | Inmigración británica a los Estados Unidos (1820-2000) | Inmigración británica a los Estados Unidos (1820-2000) | Inmigración británica a los Estados Unidos (1820-2000) | Inmigración británica a los Estados Unidos (1820-2000) | Inmigración británica a los Estados Unidos (1820-2000) |
| Período                                                | Llegadas                                               | Período                                                | Llegadas                                               | Período                                                | Llegadas                                               |
| ------------------------------------------------------ | ------------------------------------------------------ | ------------------------------------------------------ | ------------------------------------------------------ | ------------------------------------------------------ | ------------------------------------------------------ |
| 1820-1830                                              | 27,489                                                 | 1901-1910                                              | 525,950                                                | 1981-1990                                              | 159,173                                                |
| 1831-1840                                              | 75.810                                                 | 1911-1920                                              | 341,408                                                | 1991-2000                                              | 151,866                                                |
| 1841-1850                                              | 267,044                                                | 1921-1930                                              | 339,570                                                |                                                        |                                                        |
| 1851-1860                                              | 423,974                                                | 1931-1940                                              | 31,572                                                 |                                                        |                                                        |
| 1861-1870                                              | 606,896                                                | 1941-1950                                              | 139,306                                                |                                                        |                                                        |
| 1871-1880                                              | 548,043                                                | 1951-1960                                              | 202,824                                                |                                                        |                                                        |
| 1881-1890                                              | 807,357                                                | 1961-1970                                              | 213,822                                                |                                                        |                                                        |
| 1891-1900                                              | 271,538                                                | 1971-1980                                              | 137,374                                                |                                                        |                                                        |
| Llegadas totales: 5.271.016                            |                                                        |                                                        |                                                        |                                                        |                                                        |

Sin embargo, los lazos culturales e históricos de larga data han resultado, en tiempos más modernos, en la relación especial, la cooperación política, diplomática y militar excepcionalmente estrecha de las relaciones entre el Reino Unido y los Estados Unidos. Linda Colley, profesora de historia en la niversidad dee rinceton y especialista en lo británico, sugirió que debido a su influencia colonial en los Estados Unidos, los británicos encuentran a los estadounidenses como "un pueblo misterioso y paradójico, físicamente distante pero culturalmente cercano, atractivamente similar pero irritantemente diferente".
Durante más de dos siglos (1789-1989) de la historia temprana de los Estados Unidos, todos los presidentes, con la excepción de dos (Van Buren y Kennedy), descendieron de la variada estirpe colonial británica, desde los peregrinos y puritanos hasta los escoceses-irlandeses e ingleses que se asentaron los Apalaches.

## Aportes culturales
Gran parte de la cultura estadounidense muestra influencias de los estados nacionales de la cultura británica. Los lazos coloniales con Gran Bretaña difundieron el idioma inglés, el sistema legal y otros atributos culturales. El historiador David Hackett Fischer ha postulado que cuatro corrientes principales de inmigración de las islas británicas en la era colonial contribuyeron a la formación de una nueva cultura estadounidense, que se resumen a continuación:
- De Anglia Oriental a Nueva Inglaterra: el éxodo de los puritanos ingleses (los peregrinos y los puritanos influyeron en la cultura corporativa y educativa del noreste de los Estados Unidos).[55]
- Del sur de Inglaterra hasta las tierras bajas del sur: los cavaliers y los sirvientes contratados (los gentry influyeron en la cultura de las plantaciones del sur de los Estados Unidos).[56]
- Del norte de Inglaterra al valle de Delaware: la migración de los amigos (los cuáqueros influyeron en la cultura industrial del atlántico medio y el Medio Oeste de los Estados Unidos).[57]
- De las Tierras Bajas de Escocia a los Apalaches: (los escoceses-irlandeses de las tierras bajas e ingleses fronterizos influyeron en la cultura ranchera del oeste de los Estados Unidos y la cultura agraria común del sur de los Estados Unidos).[58]

La teoría de Fischer reconoce la presencia de otros grupos de inmigrantes durante el período colonial, tanto de las islas británicas (galeses y escoceses de las Highlands) como de los alemanes, holandeses y hugonotes franceses, pero cree que estos no contribuyeron culturalmente de manera tan sustancial a los Estados Unidos como sus cuatro principales.

### Influencia histórica
Tarta de manzana: Nueva Inglaterra fue la primera región en experimentar la colonización inglesa a gran escala a principios del siglo XVII, a partir de 1620, y estuvo dominada por los calvinistas de Anglia Oriental, más conocidos como los puritanos. Hornear era una de las actividades favoritas de los habitantes de Nueva Inglaterra y fue el origen de los platos que hoy se consideran esencialmente "estadounidenses", como la tarta de manzana y el pavo horneado de acción de gracias. "Tan estadounidense como el pastel de manzana" es una frase muy conocida que se usa para sugerir que algo es completamente estadounidense.

### Fabricantes de automóviles
Buick: David Dunbar Buick fue un estadounidense nacido en Escocia, un inventor con sede en Detroit, conocido por fundar Buick Motor Company.

### Fabricante de motocicletas

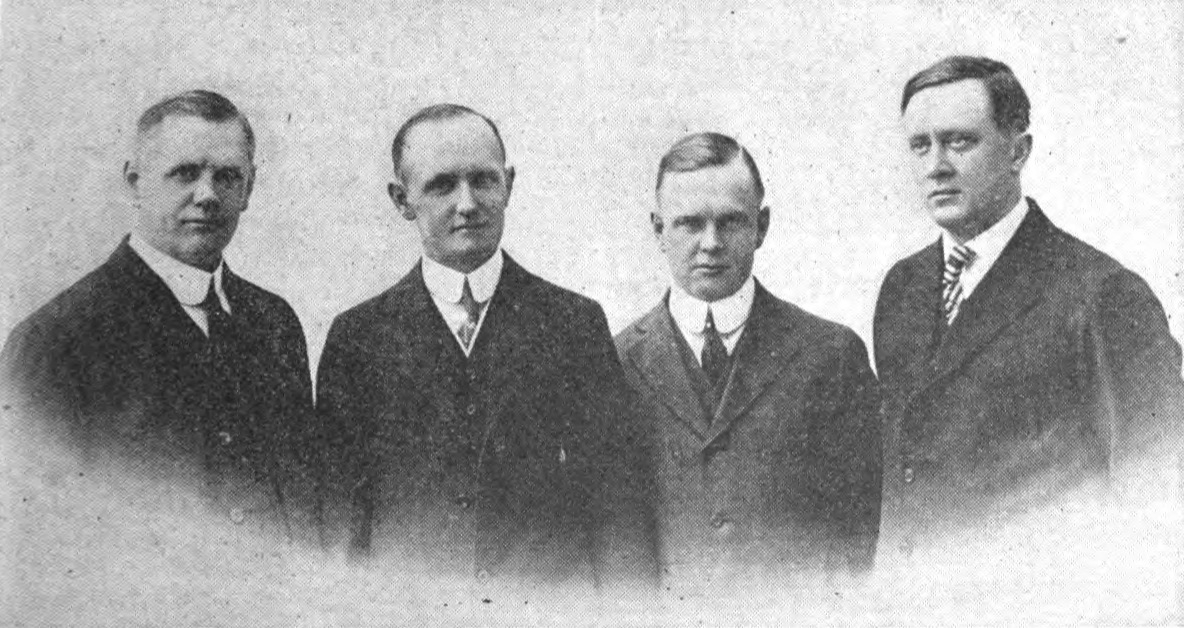
Fundadores de Harley-Davidson, desde la izquierda: William A. Davidson, Walter Davidson, Sr., Arthur Davidson y William S. Harley.

Harley-Davidson: los hermanos Davidson eran descendientes de escoceses (William. A., Walter y Arthur Davidson ) y William S. Harley de ascendencia inglesa. Junto con Indian Motorcycle Manufacturing Company, fue el fabricante de motocicletas estadounidense más grande y reconocible.

### Deportes
Béisbol: el juego de béisbol más antiguo del que se conserva la fuente original involucró a la familia de Jorge II de Gran Bretaña y se jugó bajo techo en Londres en noviembre de 1748. Se informa que el príncipe volvió a tocar "Bass-Ball" en septiembre de 1749 en Walton-on-Thames, Surrey, contra Lord Middlesex. El abogado inglés William Bray escribió en su diario que había jugado un partido de béisbol el lunes de Pascua de 1755 en Guildford, también en Surrey. El abogado inglés William Bray grabó un partido de béisbol el lunes de Pascua de 1755 en Guildford, Surrey; el diario de Bray fue verificado como auténtico en septiembre de 2008. Aparentemente, esta forma temprana del juego fue traída a América del Norte por inmigrantes británicos. La primera aparición del término que existe impresa fue en "A Little Pretty Pocket-Book" en 1744, donde se llama Base-Ball. Hoy en día, el rounders, que se juega en Inglaterra desde la época de los Tudor, tiene una similitud con el béisbol. Aunque, las referencias literarias a las primeras formas de "béisbol" en el Reino Unido son anteriores al uso del término "rounders".
Además del béisbol, el fútbol americano es un deporte que se desarrolló a partir del fútbol y el rugby, ambos se originaron en las islas británicas.

### Colores continentales 1775-1777

La "Gran Bandera de la Unión", que sirvió como bandera nacional de Estados Unidos desde 1776 hasta 1777; las trece franjas representan las Trece Colonias originales.

La Gran Bandera de la Unión se considera la primera bandera nacional de los Estados Unidos. El diseño constaba de 13 franjas, rojas y blancas, que representaban las Trece Colonias originales, el cantón en la esquina superior izquierda con la bandera de la Unión Británica, la cruz roja de San Jorge de Inglaterra con la cruz blanca de San Andrés de Escocia. La bandera fue ondeada por primera vez el 2 de diciembre de 1775 por John Paul Jones (entonces teniente de la Marina Continental) en el barco Alfred en Filadelfia).

## Toponimia británica en Estados Unidos

### Alabama
- Birmingham después de Birmingham, Inglaterra

### Connecticut
- Essex después de Essex, Inglaterra
- Greenwich después de Greenwich, Inglaterra
- Manchester después de Mánchester, Inglaterra
- New London después de Londres, Inglaterra
- Norfolk después de Norfolk, Inglaterra

### Delaware
- Dover después de Dover, Inglaterra
- Condado de Kent después de Kent, Inglaterra
- Wilmington nombrado por el propietario Thomas Penn en honor a su amigo Spencer Compton, conde de Wilmington, quien fue primer ministro en el reinado de Jorge II de Gran Bretaña.

### Maryland
- Aberdeen después de Aberdeen, Escocia
- Chester después de Chester, Inglaterra
- Chestertown después de Chester, Inglaterra
- Essex después de Essex, Inglaterra
- Glencoe después de Glencoe, Escocia
- Hereford después de Hereford, Inglaterra
- Kensington después de Kensington, Inglaterra
- Manchester después de Mánchester, Inglaterra
- Olney después de Olney, Inglaterra
- Westminster después de Westminster, Inglaterra
- Salisbury después de Salisbury, Inglaterra

### Massachusetts
- Attleboro después de Attleborough, Inglaterra
- Bedford después de Bedford, Inglaterra
- Boston después de Boston, Inglaterra[69]
- Cambridge después de Cambridge, Inglaterra[70]
- Charlton después de Charlton, Londres, Inglaterra
- Chelsea después de Chelsea, Inglaterra
- Falmouth después de Falmouth, Inglaterra
- Gloucester después de Gloucester, Inglaterra
- Condado de Hampshire después de Hampshire, Inglaterra
- Mansfield después de Mansfield, Inglaterra
- Condado de Middlesex después de Middlesex, Inglaterra
- Plymouth después de Plymouth, Inglaterra
- Somerset después de Somerset, Inglaterra
- Southampton después de Southampton, Inglaterra[71]
- Condado de Suffolk después de Suffolk, Inglaterra
- Swansea después de Swansea, Gales
- Taunton después de Taunton, Inglaterra
- Weymouth después de Weymouth, Dorset, Inglaterra
- Worcester después de Worcester, Inglaterra

### Míchigan
- Birmingham después de Birmingham, Inglaterra
- Plymouth después de Plymouth, Inglaterra

### Nuevo Hampshire
- Estado de Nuevo Hampshire (después de Hampshire )[72]
- Derry después de Derry, Irlanda del Norte
- Durham después de Durham, Inglaterra
- Exeter después de Exeter, Inglaterra
- Londonderry después de Londonderry, Irlanda del Norte
- Mánchester después de Mánchester, Inglaterra[73]
- New London después de Londres, Inglaterra
- Plymouth después de Plymouth, Inglaterra
- Portsmouth después de Portsmouth, Inglaterra

### Estado de Nueva York
- Nueva York (estado) y ciudad de Nueva York después de York, Inglaterra

### Carolina del Norte
- Durham y el condado de Durham después de Durham, Inglaterra
- Halifax y condado de Halifax después de Halifax, Inglaterra
- Condado de Brunswick después de House of Brunswick
- Condado de New Hanover después de House of Hanover
- Condado de Northampton después de Northampton, Inglaterra
- Condado de Richmond después de Richmond, Londres

### Pensilvania
- Condado de Bucks después de Buckinghamshire, Inglaterra
- Condado de Chester y Chester después de Chester, Inglaterra
- Carlisle después de Carlisle, Inglaterra
- Darby deriva de Derby (pronunciado "Darby"), la capital del condado de Derbyshire (pronunciado "Darbyshire" )[74]
- Condado de Lancaster y Lancaster por la ciudad de Lancaster en el condado de Lancashire en Inglaterra, el hogar natal de John Wright, uno de los primeros colonos
- Reading después de Reading, Berkshire, Inglaterra
- Warminster por una pequeña ciudad en el condado de Wiltshire, en el extremo occidental de la llanura de Salisbury, Inglaterra.[75]
- York después de York, Inglaterra

### Virginia
- Crewe después de Crewe, Inglaterra
- Dumfries después de Dumfries, Escocia
- Edinburg después de Edimburgo, Escocia
- Falmouth después de Falmouth, Inglaterra
- Condado de la Isla de Wight después de la Isla de Wight, Inglaterra
- Kilmarnock después de Kilmarnock, Escocia
- Glasgow después de Glasgow, Escocia
- Gloucester después de Gloucester, Inglaterra
- Richmond y el condado de Richmond después de Richmond, Londres
- Condado de Lancaster después de Lancashire, Inglaterra
- Hampton después de Hampton, Londres, Inglaterra
- Midlothian después de Midlothian, Escocia
- Condado de New Kent después de Kent, Inglaterra
- Norfolk después de Norfolk, Inglaterra
- Condado de Northampton después de Northampton, Inglaterra
- Condado de Northumberland después de Northumberland, Inglaterra
- Portsmouth después de Portsmouth, Inglaterra
- Stafford, Virginia después de Stafford, Inglaterra
- Suffolk después de Suffolk, Inglaterra
- Condado de Westmoreland después de Westmoreland (ahora parte de Cumbria, Inglaterra)
- Winchester después de Winchester, Inglaterra

Además, algunos lugares recibieron el nombre de los reyes y reinas de los antiguos reinos de Inglaterra e Irlanda. El nombre de Virginia fue aplicado por primera vez por la reina Isabel I (la "Reina Virgen") y Sir Walter Raleigh en 1584. Las Carolinas recibieron su nombre del rey Carlos I y Maryland en honor a su esposa, la reina Enriqueta María de Francia (la reina María). El distrito de Queens en Nueva York lleva el nombre de Catalina de Braganza (la reina Catalina), la esposa del rey Carlos II.

## Otras fuentes
- Berthoff, Rowland Tappan (1953). British Immigrants in Industrial America, 1790-1950.
- Colley, Linda (1992), Britons: Forging the Nation, 1701–1837, Yale University Press, ISBN 978-0-300-05737-9.
- Ember, Carol R. et al. (2004). Encyclopedia of Diasporas: Immigrant and Refugee Cultures Around the World. Springer. ISBN 978-0-306-48321-9.
- Fischer, David Hackett (1989). Albion's Seed: Four British Folkways In America.
- Handlin, Oscar (1980).  Orlov; Thernstrom, eds. Harvard Encyclopedia of American Ethnic Groups.
- Marshall, Peter James (2001). The Cambridge Illustrated History of the British Empire. Cambridge University Press. ISBN 978-0-521-00254-7.